# St. Ottilia (Hellring)

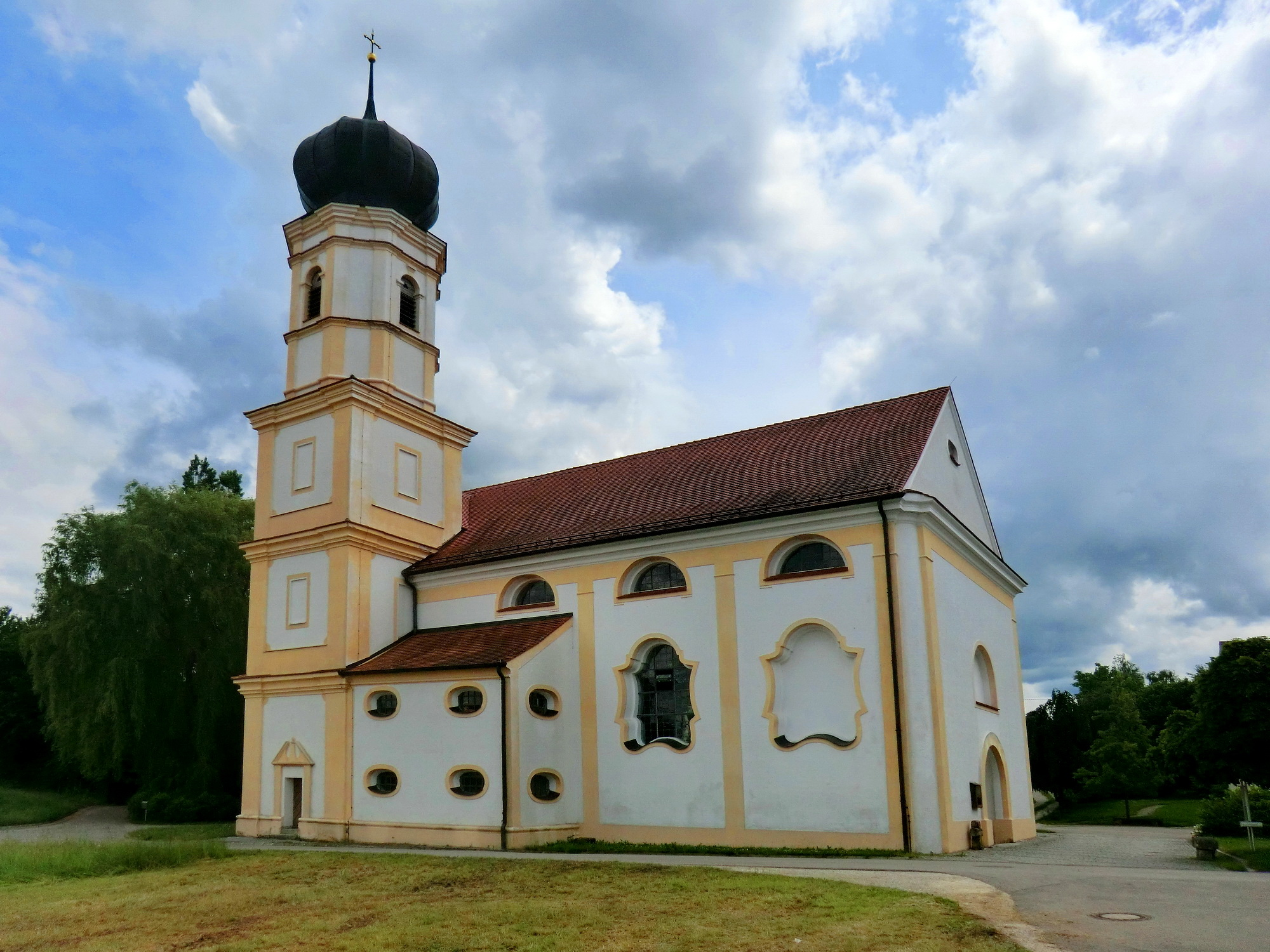
Wallfahrtskirche St. Ottilia (Hellring)

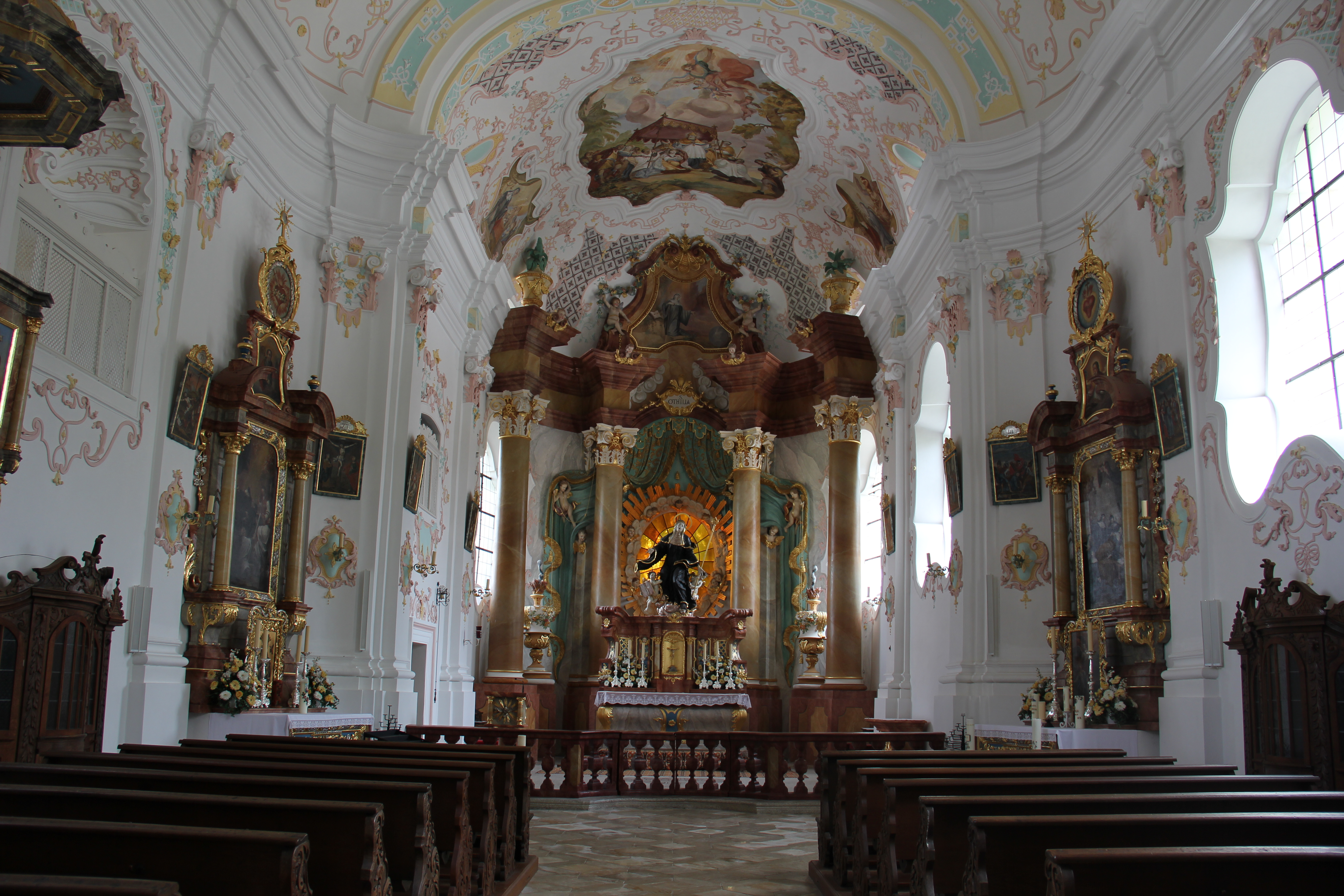
Innenansicht

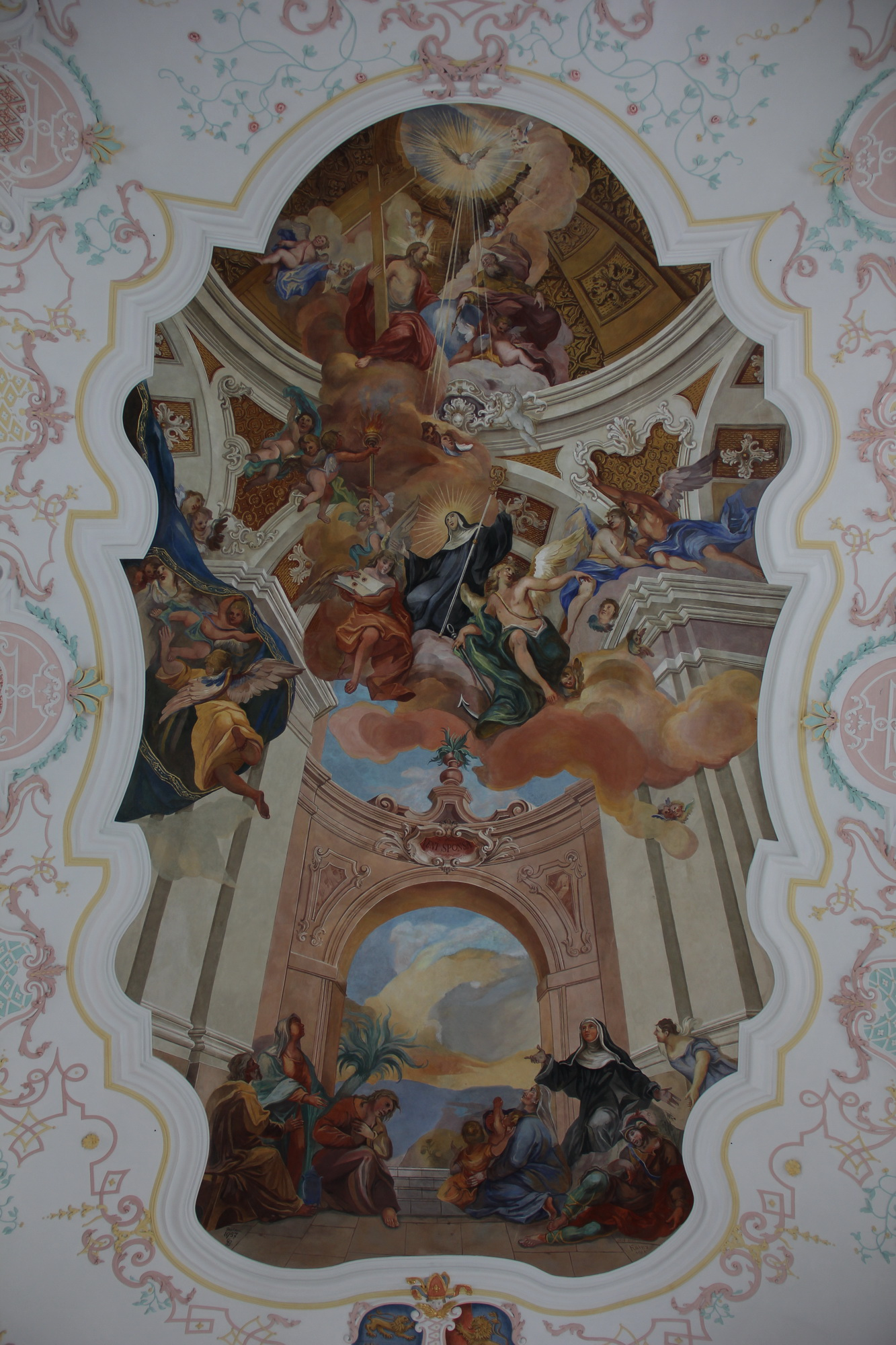
Deckengemälde

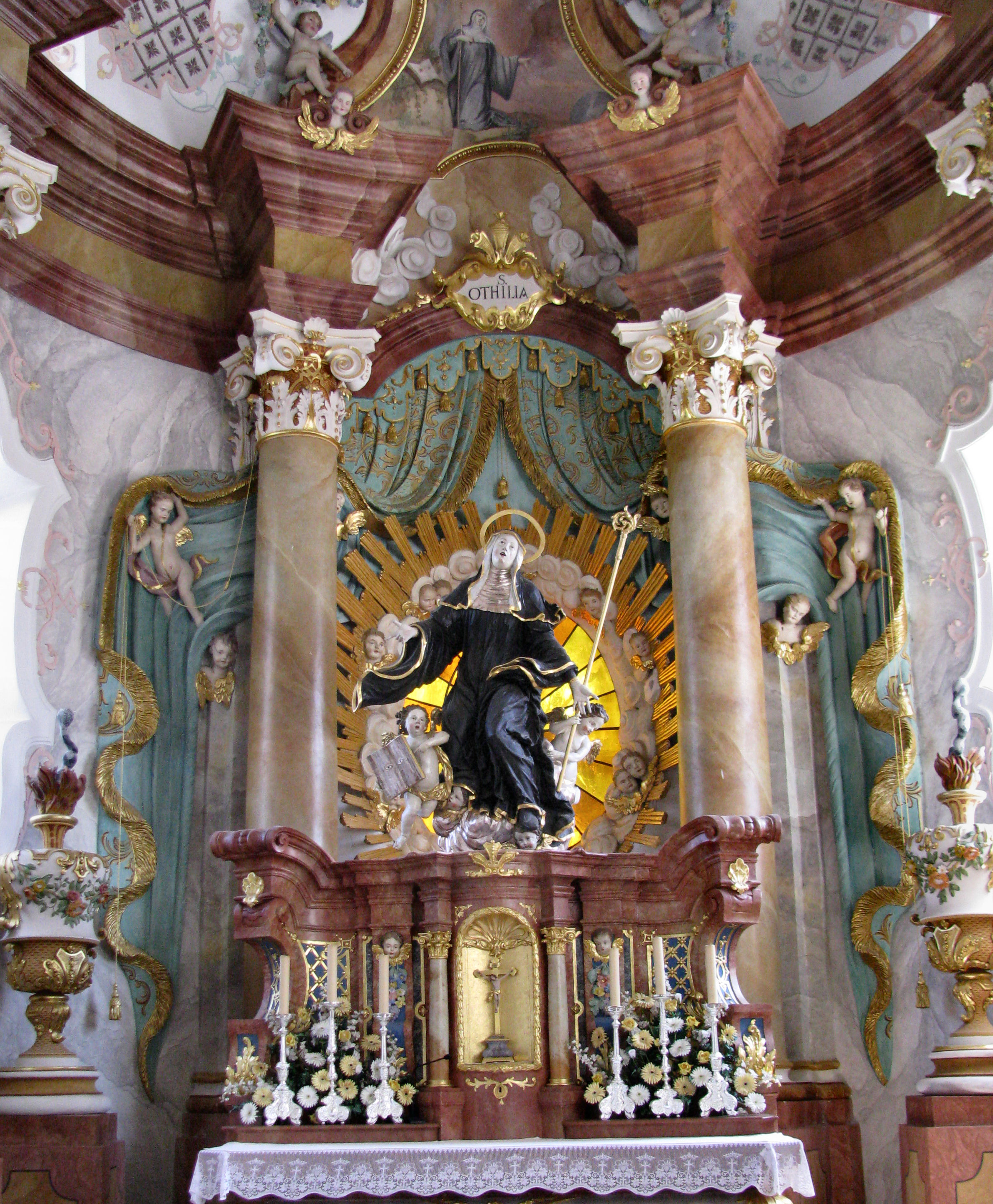
Hochaltar

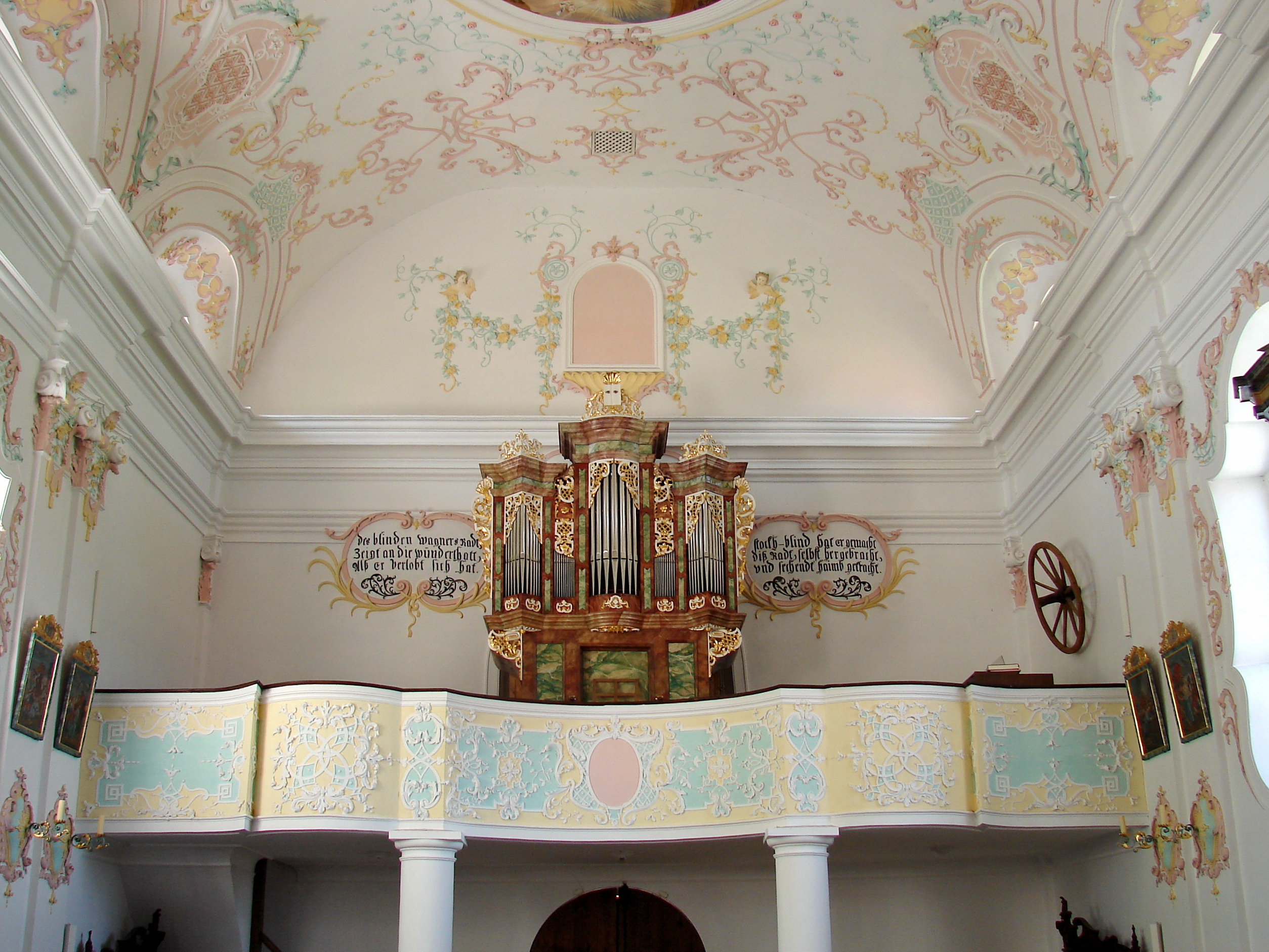
Empore mit Orgel

Die römisch-katholische Wallfahrtskirche St. Ottilia ist eine barocke Saalkirche im Ortsteil Hellring von Langquaid im niederbayerischen Landkreis Kelheim. Sie gehört zur Pfarrei St. Michael in Paring im Bistum Regensburg.

## Geschichte
Die Kirche ist seit hochmittelalterlicher Zeit im Zusammenhang mit einem im Jahr 1267 erteilten Ablass zum Kirchenbau bezeugt. Während einer Gesamtrestaurierung in den Jahren 1987–1998 wurden Fundamente und Mauerreste verschiedener Bauphasen gefunden, deren älteste vermutlich zu einem romanischen Saalbau gehören. Ein Neubau des Turmes und der Sakristei erfolgte 1720, des Langhauses und des Chores in den Jahren 1733–1735. Die Pläne wurden wahrscheinlich vom Landshuter Hofbaumeister Johann Georg Hirschstetter vorgelegt, die Deckenbilder werden Otto Gebhard aus Prüfening, der Stuck Martin Bader aus Rohr zugeschrieben.
Der Ursprung der Wallfahrt ist nicht sicher. Zunächst wurde sie durch das Augustinerstift Paring betreut, welches seit 1598 dem Benediktinerkloster Andechs unterstellt war. Der barocke Neubau der Wallfahrtskirche erfolgte im Auftrag des Abtes Maurus Braun aus Andechs.
Die Legende der heiligen Odilia († 720) wurde seit dem 14. Jahrhundert von den Augustiner-Chorherren, aber auch von den Benediktinern beansprucht. Die seit der Geburt blinde und deshalb verstoßene Tochter eines elsässischen Herzogs erhielt durch ihre Taufe der Legende nach ihr Augenlicht. Sie hatte als Äbtissin ein von ihr gegründetes Kloster geführt.

## Architektur
Das schlichte Äußere ist mit abgerundeten Ecken versehen und wird durch die ähnlich einem Geigenkasten phantasievoll geformten Fenster mit darüber angeordneten Lünettenfenstern geprägt. Der nur wenig eingezogene Chor ist halbrund geschlossen. An der Nordseite ist der Turm angebaut, der mit einem oktogonalen Oberbau und einer eingeschnürten Zwiebelhaube bekrönt ist. Der Oberbau ist mit geknickten Lisenen, teilenden Gesimsen und einem verkröpften Kranzgesims gegliedert.
Das helle, freundliche Innere erscheint trotz der mäßigen Größe überraschend weiträumig. Der ortsansässige Baumeister hat die einfache Raumform einer Saalkirche mit eingezogenem Chor den Stilidealen des Rokoko angepasst. Entsprechend den Ausrundungen der Ostecken des Langhauses und des Chorschlusses sind die Gewölbe korbbogig geformt. Das Chorgewölbe ist geringfügig niedriger als das Schiffsgewölbe und bewirkt dadurch eine Raumvereinheitlichung. Pilaster mit stuckierten Kapitellen gliedern die Wände. Die Lünettenfenster oberhalb des Gebälks steigern die Lichtfülle.
In mehrfach erneuerten Deckenbildern mit geschweiften Rahmen ist die Taufe der Ottilia durch den Wanderbischof Erhard von Regensburg dargestellt. Im Schiff ist eine perspektivische Kuppelhalle zu sehen, in der die Verherrlichung der  Heiligen gezeigt wird. Drei periphere Felder im Chor sind mit übermalten Darstellungen aus dem Leben der Heiligen versehen, die entsprechenden Felder im Langhausgewölbe sind leer.
Die zierlich-ornamentale Stuckdekoration betont die durchlaufende Gewölbeform ohne stärkere Akzente. Sie besteht aus Band- und Rankenwerk mit Gitterfeldern. Auch die Fensterrahmen und die geschweifte Emporenbrüstung sind stuckiert, letztere besonders reich.

## Ausstattung
Der Hochaltar aus dem Jahr 1735 wird Martin Baader zugeschrieben. Er besteht aus einer gemauerten Anlage, die in den halbrunden Chorschluss eingepasst ist, die Wandgliederung der Kirche aufnimmt und durch rötliche Marmorierung und Vergoldung betont und steigert. Vier Säulen tragen das mächtige verkröpfte Gebälk. Der an das Gewölbe anstuckierte Altarauszug rahmt das östliche der oben genannten kleineren Deckenfelder. Hinter dem inneren Säulenpaar ist ein theaterähnlicher Stuckvorhang eingearbeitet, der zur Freilegung des gelben, ovalen Chorscheitelfensters mit einem Wolken- und Strahlenkranz mit Putten geöffnet ist. Davor ist die heilige Ottilie in ekstatischer Bewegung als Schnitzfigur dargestellt, die Franz Anton Neu aus Prüfening zugeschrieben wird. Ottilia ist mit dem schwarzen Ordenshabit der Augustiner gezeigt, ein Putto zeigt ihr Attribut, das aufgeschlagene Buch mit zwei Augen.
Diese prachtvolle Anlage ist in der Art der Brüder Cosmas Damian und Egid Quirin Asam gestaltet, jedoch erheblich gröber in der architektonischen und figürlichen Gestaltung ausgeführt. Die Entwicklung des Altars aus der architektonischen Gliederung des Raums ist vergleichbar mit den Schöpfungen Egid Quirins in der Klosterkirche Rohr.
Die Seitenaltäre wurden um 1710 geschaffen und bestehen aus flach gehaltenen Aufbauten mit vorgestellten Säulen, die mit gesprengten Giebeln bekrönt sind. Die Gemälde aus dem Jahr 1711 stammen von Johann Gebhard aus Prüfening und zeigen den Tod des heiligen Benedikt und den Tod der heiligen Scholastika. Die Kanzel wurde um 1710 geschaffen und ist mit einem Gemälde und einer Schalldeckelfigur aus dem 19. Jahrhundert versehen. Ein aus dem späten 15. Jahrhundert erhaltener Altarflügel zeigt die heilige Ottilia im Relief in erneuerter Fassung.
Im Eingangsbereich befindet sich ein Brunnen, dessen Wasser Linderung von Augenleiden zugeschrieben wird.

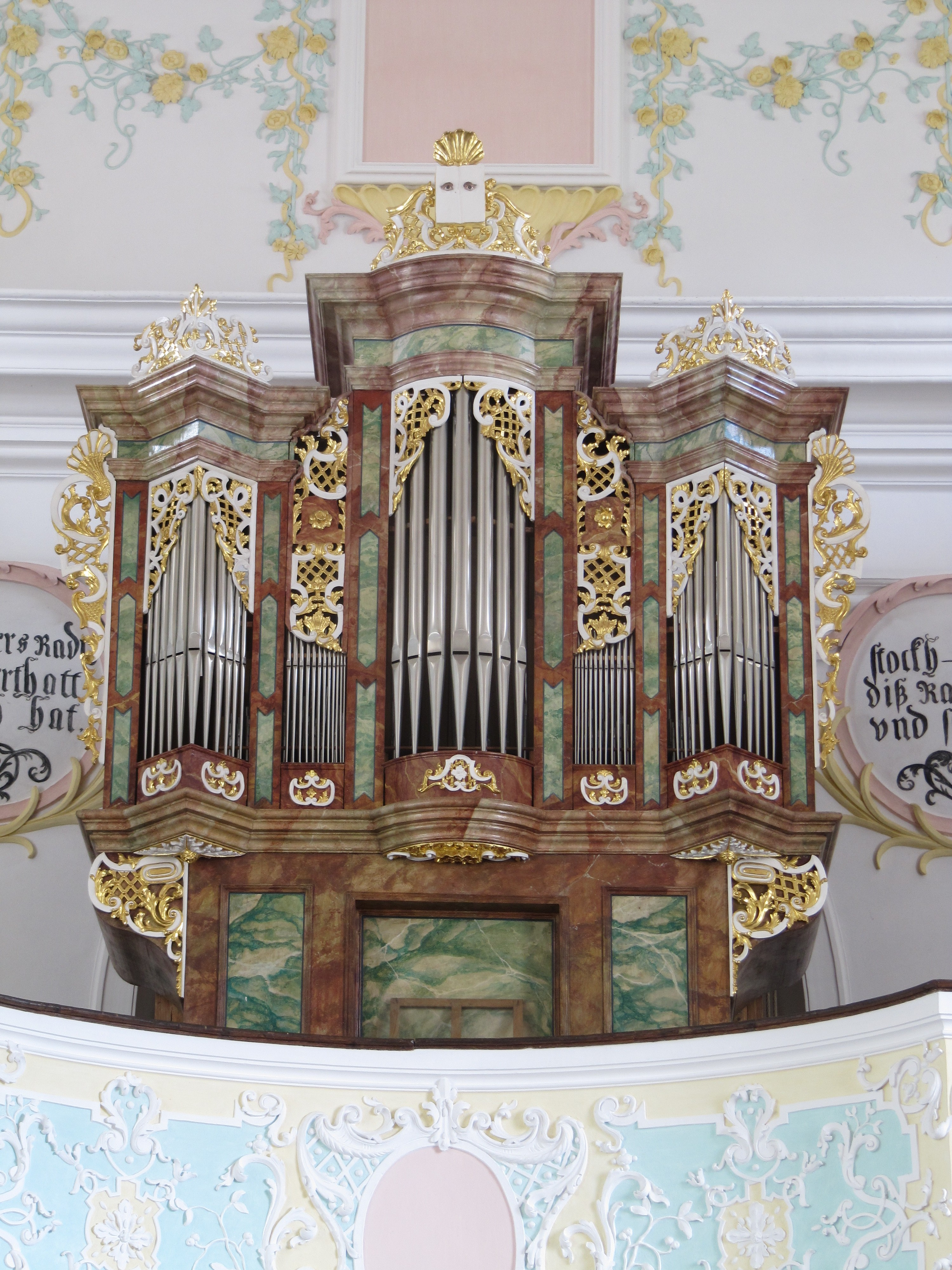
Orgel

## Orgel
Die Orgel ist ein Werk von Johann Konrad Brandenstein aus der Zeit um 1740 mit sieben Registern auf einem Manual und Pedal, das 2002 durch Ludwig und Wolfgang Eisenbarth restauriert wurde. Die Disposition lautet:
| I Manual CDEFGA–c3 |       |  |
| Copel              | 8′    |  |
| Principal          | 4′    |  |
| Flöte              | 4′    |  |
| Quinte             | 2 ⁄3′ |  |
| Octav              | 2′    |  |
| Mixtur             | 1 ⁄3′ |  |

| Pedal CDEFGA–a |     |  |
| Subbaß         | 16′ |  |

- Koppeln: Pedalkoppel